# Shawwal
Shawwal (Arabisch: شوّال) is de tiende maand van de islamitische kalender. De lexicale definitie van shawwāl is afgeleid van het werkwoord shāla (شَالَ) 'te tillen of te dragen', meestal om dingen van de ene plaats naar de andere te brengen of te verplaatsen. De maand werd zo genoemd omdat een vrouwelijke kameel in deze tijd van het jaar een foetus zou dragen.

## Ten opzichte van de westerse kalender
De islamitische kalender is een maankalender, en de eerste dag van een nieuwe maand is de dag dat de nieuwe maan zichtbaar wordt. Daar een maanjaar 11 tot 12 dagen korter is dan een zonnejaar, verplaatst shawwal zich net als de andere maanden in de islamitische kalender door de seizoenen. Hieronder staan de geschatte data voor shawwal, gebaseerd op de Saoedische Umm al-Qurakalender:
| AH   | Eerste dag (CE)  | Laatste dag (CE) |
| ---- | ---------------- | ---------------- |
| 1445 | 10 april 2024    | 8 mei 2024       |
| 1446 | 30 maart 2025    | 28 april 2025    |
| 1447 | 20 maart 2026    | 17 april 2026    |
| 1448 | 9 maart 2027     | 7 april 2027     |
| 1449 | 26 februari 2028 | 26 maart 2028    |

Muharram ·
Safar ·
Rabi' al-awwal ·
Rabi' al-thani ·
Djoemada al-awwal ·
Djoemada al-thani ·
Rajab ·
Sha'aban ·
Ramadan ·
Shawwal ·
Dhoe al-Qi'dah ·
Dhoe al-Hidzjah